# Paul Wolfgang Wührl
Paul Wolfgang Wührl (* 16. Februar 1932 in Donauwörth; † 8. November 2023 in Gießen) war ein deutscher Märchenforscher, Schriftsteller, Journalist und Übersetzer italienischer Lyrik.

## Leben

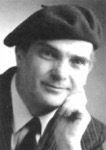
Paul Wolfgang Wuehrl, 1995

Wührl wurde als Sohn eines Lehrers geboren. Er ging in Donauwörth zur Schule und legte 1950 sein Abitur ab. Nach einem einjährigen Maschinenbaupraktikum begann er ein Ingenieur-Studium an der TH München, wechselte aber nach zwei Semestern zur Germanistik an der Universität München. 1963 promovierte er mit einer Arbeit über E.T.A. Hoffmann zum Dr. phil. und legte im gleichen Jahr das Staatsexamen für das Lehramt an Realschulen ab. An die neugeschaffene Realschule für Knaben, Augsburg 1 berufen, wurde er schon zwei Jahre später zum Seminarlehrer für Geschichte ernannt.
1970 übernahm er das Amt des Konrektors an der Markgrafen-Realschule in Burgau. 1972 berief ihn das Kultusministerium auf die Stelle des Leiters der neugegründeten Staatlichen Fachoberschule in Cham, der er ein voll funktionsfähiges Schulgebäude auf dem Chamer Schulberg verschaffte. Im Ruhestand ab 1992, widmete er sich seinen publizistischen Aktivitäten.
Neben seiner beruflichen Tätigkeit hat Wührl achtzehn Bücher veröffentlicht: Erzählungen über den Kanu-Sport, Übersetzungen italienischer Lyrik und Prosa, Herausgabe von Anthologien und einer Reihe Publikationen zum Thema Kunstmärchen.
Wührl war 60 Jahre mit Margit Wührl (1941–2021) verheiratet. Er hatte zwei Kinder und lebte bis ins hohe Alter in Cham, ehe er im Jahr 2023 verstarb.

## Werke
- Stromer auf fremden Flüssen. Im Faltboot durch Oberitalien und Südfrankreich (1958)
- Mit David unterwegs. Die Geschichte einer Bewährung. Donauwörth, Auer (1974)
- Märchen deutscher Dichter.  Frankfurt, Insel Verlag 1964
- Im magischen Spiegel (1978/1981)
- Märchen der Romantik (1996)
- Der goldne Topf. Erläuterungen und Dokumente (1982) (ISBN 978-3-15-000101-1)
- Das deutsche Kunstmärchen. Geschichte, Botschaft und Erzählstrukturen. Quelle & Meyer, 1984. Schneider Verlag, 2012. Wiederveröffentlichung 2024. (ISBN 978-3834010612)
- Der goldne Topf als Utopie einer ästhetischen Existenz. Schöningh, Paderborn, 1988.
- Der goldne Topf in zwei Unterrichtsbausteinen für Sek. Stufe II (1998)
- Der kleine Prinz. Unterrichtsmodell für Sek.Stufe II (1989)
- Italo Calvino: Die Braut, die von der Luft lebte. (Ital.Märchen, Auswahl / Vorwort 1993 / auch als dtv-Lizenz 1998)
- Carlo Collodi: Pipi, das rosarote Äffchen (Übersetzung/Nachwort 1995)

Nachdichtungen
- Italienische Gedichte des 20. Jahrhunderts. Italienisch und deutsch. Übertragen von Paul-Wolfgang Wührl. Insel-Verl., Frankfurt a. M. 1962.
- Umberto Saba: Triest und eine Frau. (1962)
- Umberto Saba: Das zerbrochene Glas. Gedichte (1991)
- Maria Luisa Beck-Peccoz Spanó: Die Amphore Deiner Hände (1997)
- Francesco Biamonti: Die Reinheit der Oliven. Roman. (2000)

Wührl schrieb Beiträge für Kanu-Sport, Akzente, die Mittelbayerische Zeitung und die Landshuter Zeitung.